# Lea Jakobsen
Lea Jakobsen (* 12. Juni 1981 in Kopenhagen) ist eine ehemalige dänische Ruderin, die bei den Weltmeisterschaften 2008 die Bronzemedaille im Vierer ohne Steuerfrau gewann. 
Die Ruderin von der Roforeningen Kvik begann 1993 mit dem Rudersport. 1998 gewann sie zusammen mit Christina Jørgensen die Silbermedaille im Zweier ohne Steuerfrau bei den Junioren-Weltmeisterschaften, im Jahr darauf wurde sie Vierte im Doppelvierer. 
2006 ruderte Lea Jakobsen beim Weltcup in Luzern im Vierer ohne Steuerfrau auf den zweiten Platz. 2007 wechselte Lea Jakobsen zu Fie Graugaard in den Zweier ohne, das beste Ergebnis der Saison war ein fünfter Platz beim Weltcup in Luzern, bei den Ruder-Weltmeisterschaften 2007 belegten die beiden den zehnten Platz. 2008 traten die beiden bei den Weltmeisterschaften in Linz im nichtolympischen Vierer ohne Steuerfrau an, in der Besetzung Lea Jakobsen, Lisbet Jakobsen, Fie Graugaard und Cecilie Christensen gewannen sie die Bronzemedaille. 
2009 wechselten Fie Udby Graugaard und Lea Jakobsen vom Riemenrudern zum Skull und traten im Doppelzweier an; der sechste Platz beim Weltcup in München war die beste Platzierung der Saison, bei den Weltmeisterschaften erreichten sie den zehnten Rang. 2010 trat Lea Jakobsen zusammen mit Lisbeth Jakobsen im Doppelzweier an, bei den Europameisterschaften erreichten die beiden den achten Platz, bei den Weltmeisterschaften wurden sie Neunte. Im Weltcup 2011 erreichten die beiden in den ersten beiden Regatten einen achten und einen neunten Platz; nach einem 14. Platz bei den Ruder-Weltmeisterschaften 2011 und der nicht geschafften Olympiaqualifikation trat Lea Jakobsen 2012 nicht mehr an.